# Jerzy Kajetan Frykowski
Jerzy Kajetan Frykowski (ur. 21 kwietnia 1942 w Łodzi) – polski producent filmowy, aktor, brat Wojciecha Frykowskiego, stryj Bartłomieja Frykowskiego. Członek Polskiej Akademii Filmowej.

## Filmografia

### Produkcja
- 2002: Quo vadis (serial tv) – producent wykonawczy
- 2001: Quo vadis – producent wykonawczy
- 2000: Dowód życia (Proof of Life) – kierownik produkcji
- 2000: Ogniem i mieczem (serial tv) – producent wykonawczy
- 1999: Ogniem i mieczem – producent wykonawczy
- 1998: Aimée i Jaguar – kierownik produkcji
- 1997: Ciemna strona Wenus – kierownik produkcji
- 1997: Bandyta – kierownik produkcji
- 1996: Autoportret z kochanką – kierownik produkcji
- 1995: Sortez des rangs – kierownik produkcji
- 1993: Uprowadzenie Agaty – kierownik produkcji
- 1993: Frankenstein – kierownik produkcji
- 1991: Przeklęta Ameryka – kierownik produkcji
- 1991: De nøgne træer – kierownik produkcji[3]
- 1990: Le Retour – kierownik produkcji
- 1990: Sheng zhan feng yun – kierownik produkcji
- 1990: Pas de deux – kierownik produkcji
- 1990: Napoleon (serial tv) – kierownik produkcji
- 1989: Po upadku. Sceny z życia nomenklatury – kierownik produkcji
- 1987: Śmierć Johna L. – kierownik produkcji
- 1987: Ludożerca – kierownik produkcji
- 1987: Bez grzechu – kierownik produkcji
- 1986: Życie wewnętrzne – kierownik produkcji
- 1986: Cudzoziemka – kierownik produkcji
- 1985: Zielone kasztany – kierownik produkcji
- 1985: Sceny dziecięce z życia prowincji – kierownik produkcji
- 1983: Thais – kierownik produkcji
- 1982: Odwet – kierownik produkcji
- 1980: Tylko Kaśka – kierownik produkcji
- 1980: Grzechy dzieciństwa – kierownik produkcji
- 1980: Golem – kierownik produkcji
- 1979: Godzina „W” – kierownik produkcji
- 1978: Znaków szczególnych brak – kierownik produkcji
- 1977: Wszyscy i nikt – kierownik produkcji
- 1976: Bezkresne łąki – kierownik produkcji
- 1976: 07 zgłoś się – kierownik produkcji
- 1975: Żelazna obroża – kierownik produkcji
- 1975: Wyjazd służbowy – kierownik produkcji
- 1975: Mniejszy szuka Dużego – kierownik produkcji
- 1974: Zapamiętaj imię swoje – kierownik produkcji
- 1974: Najważniejszy dzień życia – kierownik produkcji
- 1973: Chłopcy – kierownik produkcji

### Aktor
- 2000: Ogniem i mieczem (serial tv)
- 1999: Ogniem i mieczem (film)
- 1997: Sztos jako grający w kasynie „Gruchy”.
- 1997: Ciemna strona Wenus jako mężczyzna na przyjęciu w domu letnim Rosnerów.
- 1988: Schodami w górę schodami w dół
- 1987: Śmierć Johna L. jako fotograf na ślubie Uli i Stefana
- 1987: Bez grzechu